# Autocharis albiplaga
Autocharis albiplaga là một loài bướm đêm trong họ Crambidae.